# Helge Johnsson
Helge Napoleon Johnsson, född 7 mars 1912 i Linköping, död 27 juni 1991 i Svalöv, var en svensk botaniker.
Helge Johnsson blev filosofie doktor i Lund 1944, avdelningsföreståndare vid Föreningen för växtförädlingen av skogsträd, Ekebo, Källstorp, 1938 och föreståndare där 1950. Han utgav Meiotic aberrations and sterility in Alopecurus myosuroides Huds (1944) samt arbeten om skogsträdens genetik och cytologi.